# Маурі (село)
Маурі (ест. Mauri) — село в Естонії, входить до складу волості Міссо, повіту Вирумаа.